# 昭和女子大学附属昭和こども園
昭和女子大学附属昭和こども園（しょうわじょしだいがくふぞく しょうわこどもえん）は、東京都世田谷区太子堂一丁目に所在する私立の認定こども園。昭和女子大学の附属学校である。

## 沿革
- 1951年（昭和26年）4月 - 学校法人昭和高等学校に昭和幼稚園（幼稚部）を付設[1]。
- 1963年（昭和38年）4月 - 学校法人昭和女子大学に学校法人昭和高等学校を併合。学校名を昭和女子大学附属昭和幼稚園と改める[1]。
- 2015年（平成27年）8月 - 新しい幼稚部園舎（こども園舎）竣工[1]。
- 2016年（平成28年）4月 - 附属昭和幼稚園を廃園し、昭和女子大学附属昭和こども園を新たに設置する[1]。

## 交通
- 東急田園都市線三軒茶屋駅下車徒歩7分